# Descendentes de Henrique IV de França
Henrique IV de França foi o primeiro monarca francês da Casa de Bourbon, sucedendo Henrique III da Casa de Valois. Nascido Henrique de Navarra, Henrique IV era filho de Antônio de Bourbon e Joana III de Navarra. 
De seu casamento com Maria de Médici, Henrique IV deixou 7 filhos legítimos, dos quais Luís XIII assumiu o trono de França e deu continuidade à linhagem agnática dos monarcas da Casa de Bourbon; enquanto Henriqueta Maria casou-se com Carlos I de Inglaterra gerando novas linhagens dentro da Casa de Stuart. Dentre os descendentes vivos de Henrique IV, estão Juan Carlos da Espanha e Francisco, duque da Baviera.

## Vida e ascendência

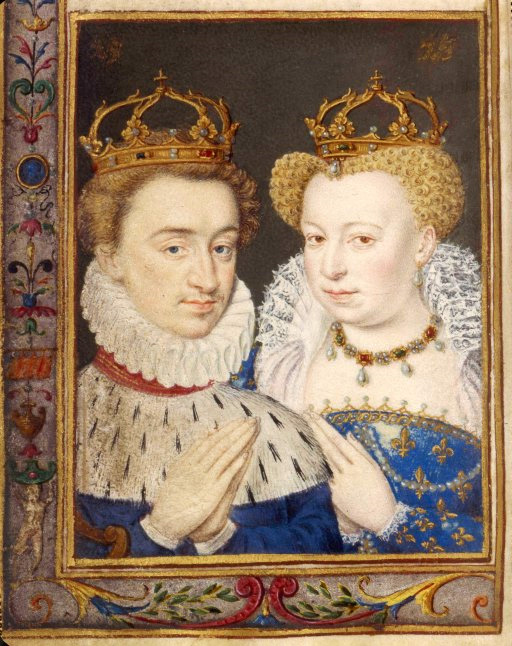
Henrique IV e Margarida de Valois como Reis de Navarra em miniatura do oratório de Catarina de Médici, c. 1572.

Henrique de Bourbon nasceu em Pau, capital da província francesa de Béarn. Apesar de batizado como católico romano, Henrique foi educado na crença protestante por sua mãe Joana III de Navarra. Em 9 de junho de 1572, após a morte de Joana, Henrique ascendeu ao trono de Navarra como Henrique III.
Em seus primeiros anos de vida, Henrique tinha poucas chances de herdar o trono de França uma vez que Henrique II havia gerado quatro herdeiros diretos. Contudo, através de sua ascendência patrilineal, Henrique era considerado um príncipe de sangue da Casa de Bourbon. 
Em 1584, Henrique se tornou o principal herdeiro ao trono após a morte de Francisco, Duque de Anjou, então irmão e herdeiro presuntivo de Henrique III. Devido sua condição como príncipe de sangue, Henrique III precisou reconhecê-lo como herdeiro direto e sucessor legítimo. A lei sálica excluía as irmãs do monarca, tornando Henrique IV o sucessor mais próximo. Em 1572, na tentativa de unir as duas casas dinásticas, Catarina de Médici planejou o casamento entre Henrique e sua filha Margarida de Valois. 
Em 1589, Henrique de Navarra se torna nominalmente o rei da França após a morte de Henrique III. Porém, a Liga Católica em aliança com a Espanha fez resistência à sua coroação por anos levando a uma grande guerra de sucessão conhecida como Guerra dos Três Henriques. Eventualmente, Henrique IV aderiu à fé católica e foi finalmente coroado Rei de França na Catedral de Chartres em 1594. 

## Descendentes de Henrique IV

### Filhos
| Descendente | Descendente                                              | Nascimento                                                                            | Casamento e descendência                                                                                              | Morte                  |
| ----------- | -------------------------------------------------------- | ------------------------------------------------------------------------------------- | --- | ---------------------- |
|             | Luís XIII Rei de França                                  | 27 de setembro de 1601 Palácio de Fontainebleaufilho de Henrique IV e Maria de Médici | Ana da Áustria 21 de novembro de 1615 2 filhos                                                                        | 14 de maio de 1643     |
|             | Isabel de Bourbon Rainha de Espanha                      | 22 de novembro de 1602 Palácio de Fontainebleaufilha de Henrique IV e Maria de Médici | Filipe IV de Espanha 25 de novembro de 1615 8 filhos                                                                  | 6 de outubro de 1644   |
|             | Cristina Duquesa-Consorte de Saboia                      | 10 de fevereiro de 1606 Palácio do Louvrefilha de Henrique IV e Maria de Médici       | Vítor Amadeu I de Saboia 10 de fevereiro de 1619 7 filhos                                                             | 27 de dezembro de 1663 |
|             | Nicolau Henrique Duque de Orleães                        | 16 de abril de 1607 Palácio de Fontainebleaufilho de Henrique IV e Maria de Médici    | – | 17 de novembro de 1611 |
|             | Gastão Duque de Orleães                                  | 24 de abril de 1608 Palácio de Fontainebleaufilho de Henrique IV e Maria de Médici    | Maria, Duquesa de Montpensier 6 de agosto de 1626 1 filhaMargarida, Princesa de Lorena 31 de janeiro de 1632 5 filhos | 2 de fevereiro de 1660 |
|             | Henriqueta Maria Rainha de Inglaterra, Escócia e Irlanda | 25 de novembro de 1609 Palácio do Louvrefilha de Henrique IV e Maria de Médici        | Carlos I de Inglaterra 11 de maio de 1625 9 filhos                                                                    | 10 de setembro de 1669 |

### Descendentes por Luís XIII
- Luís XIII de França e Ana de Áustria
  -  Luís XIV de França (1638-1715)
    - Luís, Grande Delfim de França (1661-1711)
      -  Filipe V de Espanha (1683-1746)
        -  Luís I de Espanha (1707-1724)
        -  Fernando VI de Espanha (1713-1759)
        -  Carlos III de Espanha (1716-1788)
          -  Carlos IV de Espanha (1748-1819)
            -  Fernando VII de Espanha (1784-1833)
            - Carlos, Conde de Molina (1788-1855)
              - João, Conde de Montizón (1822-1887)
                - Carlos, Duque de Madrid (1848-1909)
                  - Jaime, Duque de Madrid (1870-1931)
                    - Afonso Carlos, Duque de São Jaime (1849-1936)

            - Francisco de Paula de Bourbon (1794-1865)
              - Francisco, Duque de Cádis (1822-1902)
                -  Afonso XII de Espanha (1857-1885)
                  -  Afonso XIII de Espanha (1886-1941)
                    - Jaime, Duque de Segóvia (1908-1975)
                      - Afonso, Duque de Anjou e Cádis (1936-1989)
                        - Luís Afonso, Duque de Anjou (1974-)

                    - João, Conde de Barcelona (1913-1993)
                      -  Juan Carlos da Espanha (n. 1938)
                        -  Filipe VI de Espanha (n. 1968)
                          - Leonor, Princesa das Astúrias (n. 2005)

        - Filipe, Duque de Parma (1720–1765)
          - Fernando, Duque de Parma (1751–1802)
            - Luís I da Etrúria (1773–1803)
              - Carlos II, Duque de Parma (1799–1883)
                - Carlos III, Duque de Parma (1823–1854)
                  - Roberto I, Duque de Parma (1848–1907)
                    - Félix de Bourbon-Parma (1893–1970)
                      -  João, Grão-Duque de Luxemburgo (1921–2019)
                        -  Henrique, Grão-Duque de Luxemburgo (n. 1955)
                          - Guilherme, Grão-Duque Herdeiro de Luxemburgo (n. 1981)
                            - Carlos de Luxemburgo (n. 2020)

      - Luís, Duque da Borgonha (1682-1712)
        -  Luís XV de França (1710-1774)
          - Luís, Delfim de França (1729-1765)
            -  Luís XVI de França (1754-1793)
              -  Luís XVII de França (1785-1795)

            -  Luís XVIII de França (1755-1824)
            -  Carlos X de França (1757-1836)
              - Luís Antônio, Duque de Angolema (1775-1844)
              - Carlos Fernando, Duque de Berry (1778-1820) 
                - Henrique, Conde de Chambord (1820-1883)

  - Filipe I, Duque de Orleães (1640-1701)
    - Filipe II, Duque d'Orleães (1674-1723)
      - Luís, Duque de Orleães (1703-1752)
        - Luís Filipe I, Duque de Orleães (1725-1785)
          - Luís Filipe II, Duque de Orleães (1747-1793)
            -  Luís Filipe I de França (1773-1850)
              - Fernando Filipe, Duque de Orleães (1810-1842)
                - Luís Filipe, Conde de Paris (1838-1894)
                  - Luís Filipe, Duque de Orleães (1869-1926)

                - Roberto, Duque de Chartres (1840-1910)
                  - João, Duque de Guise (1874-1940)
                    - Henrique de Orléans (1908–1999)
                      - Henrique, Conde de Paris (1933-2019)

### Descendentes por Isabel
- Isabel de Bourbon e  Filipe IV de Espanha
  -   Baltasar Carlos, Príncipe das Astúrias (1644–1646)
  -  Maria Teresa, Rainha da França (1646–1683)
    -  Luís, Grande Delfim de França (1683–1711)
      -  Luís, Duque da Borgonha (1711–1712)
        -  Luís, Duque da Bretanha (1707-1712)
        -   Luís XV de França (1712—1774)
          -  Luís, Delfim de França (1729-1765)
            -   Luís XVI de França (1754-1793)
              -   Luís XVII de França (1793–1795)
              - Maria Teresa Carlota de França (1795–1851)

            -   Carlos X de França (1757-1836)

      -   Filipe V da Espanha (1683-1746)

### Descendentes por Cristina Maria
- Cristina Maria de Bourbon (1606–1663) e   Vítor Amadeu I de Saboia (1587–1637)
  - Luísa Cristina de Saboia (1629-1692)
  -   Francisco Jacinto, Duque de Saboia (1632-1638)
  -   Carlos Emanuel II, Duque de Saboia (1634-1675)
    -   Vítor Amadeu II da Sardenha (1666-1732)
      -  Maria Adelaide de Saboia (1685-1712)
      -  Maria Luísa, Rainha Consorte da Espanha (1688-1714)
      -   Carlos Emanuel III da Sardenha (1701-1766)

  -  Margarida Violante, Duquesa de Parma e Placência (1635-1663)
  -  Henriqueta Adelaide, Eleitora da Baviera (1636-1676)
    -  Maria Ana Vitória da Baviera (1660–1690)
    -  Maximiliano II Emanuel, Eleitor da Baviera (1662–1726)
    -  José Clemente, Arcebispo-Eleitor de Colónia (1671–1723)
    -  Violante Beatriz, Grã-princesa da Toscana (1673–1731)

### Descendentes por Henriqueta Maria
- Henriqueta Maria de França e  Carlos I de Inglaterra
  -  Carlos II de Inglaterra (1630-1685)
  -  Jaime II de Inglaterra (1633-1701)
    -  Maria II de Inglaterra (1662-1694)
    -  Ana da Grã-Bretanha (1665-1714)
      - Guilherme, Duque de Gloucester (1689-1700)

    - Jaime Francisco Eduardo Stuart (1688-1766)
      - Carlos Eduardo Stuart (1720-1788)
      -  Henrique Benedito Stuart (1725-1807)

    - Luísa Maria Teresa Stuart (1692-1712)

  - Henriqueta Ana de Inglaterra (1644-1670)
    - Maria Luísa de Orleães (1662-1689)
    - Filipe Carlos, Duque de Valois (1664-1666)
    - Ana Maria de Orleães (1669-1728)
      - Maria Adelaide de Saboia (1685–1712)
      - Maria Luísa de Saboia (1688–1714)
      - Vítor Amadeu, Príncipe de Piemonte (1699–1715)
      -  Carlos Emanuel III da Sardenha (1701–1773)
        -  Vítor Amadeu III da Sardenha (1726-1796)
          -  Carlos Emanuel IV da Sardenha (1751-1819)
            -  Vítor Emanuel I da Sardenha (1759-1824)